# 캡시드

사이토메갈로바이러스의 스키마

캡시드(capsid)는 바이러스 게놈을 둘러싸고 있는 단백질 껍질을 가리키며 캡소미어로 구성되어 있다. 캡시드는 바이러스 게놈과 캡시드의 입체 배열에 의한 입방 대칭, 나선 대칭, 비대칭 등 다양한 구조를 가진다. 캡시드의 구성단위인 캡소미어는 암흑기(eclipse period)에 다른 단백질들이 합성될 때 같이 합성되는데, 그 수는 바이러스에 의해 일정하게 유지된다. 바이러스에 따라서는 캡시드 바깥 쪽에 외피를 가진 것들도 존재한다. 캡시드는 바이러스의 유전체를 외부의 핵산 분해 효소등으로부터 보호하며, 숙주 세포막의 수용체에 잘 부착할 수 있도록 돕기도 한다. 캡시드는 바이러스가 세포에 침입한 후 세포 또는 바이러스 자신의 효소에 의해 제거된다. 이 과정을 허물이라고 부른다. 바이러스 게놈과 캡시드의 복합체를 뉴클레오캡시드(nucleocapsid)라고 부른다.

## 형태

### 정이십면체

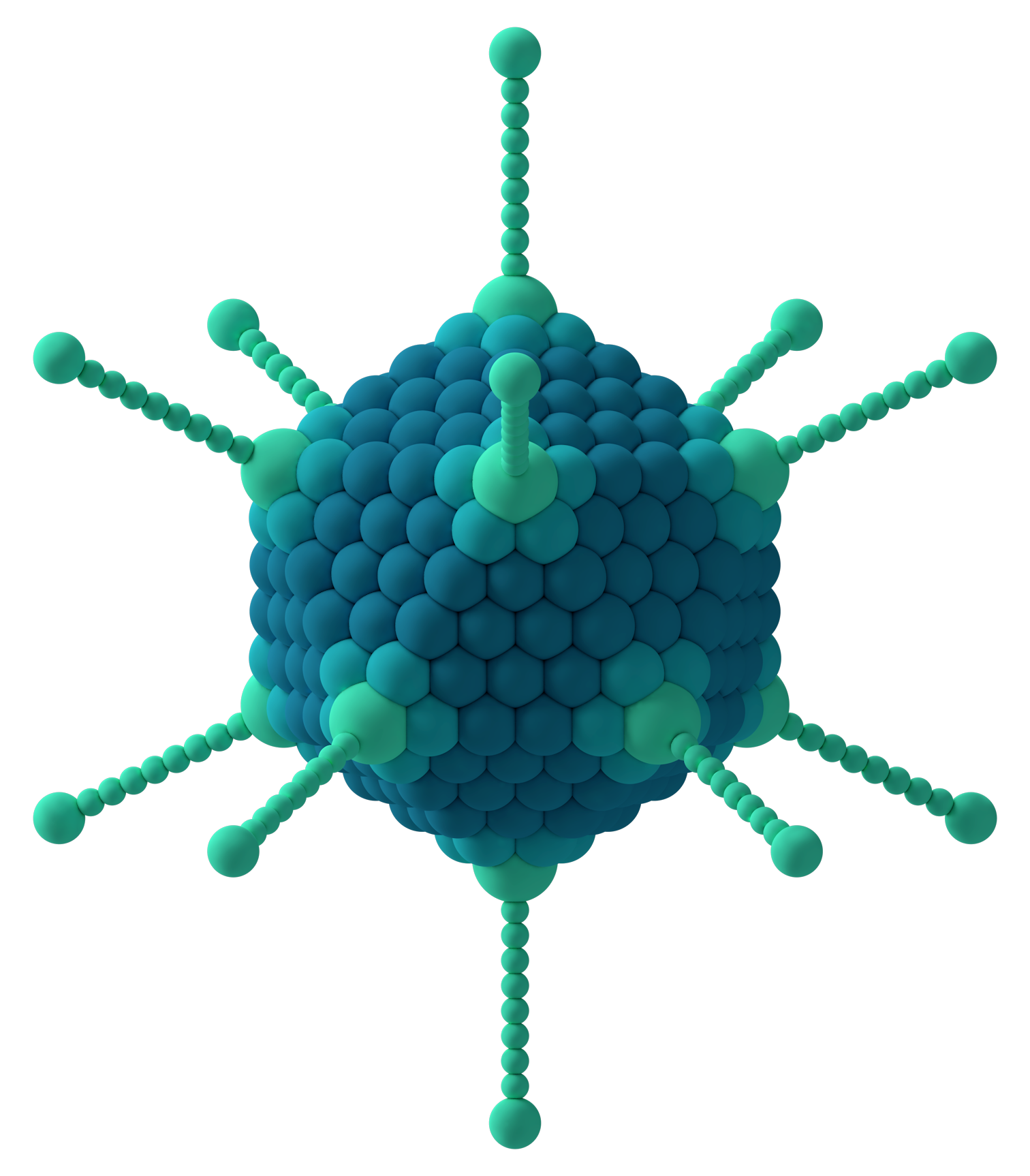
정이십면체 캡시드를 가지고 있는 아데노바이러스

많은 바이러스가 정이십면체 캡시드를 가진다. 20개의 삼각형 면과 12개의 꼭지점, 그리고 60개의 단백질 단위체로 구성된다. 정이십면체의 캡소미어 갯수와 그 배열 형태는 "준평형 원리(quasi-equivalence principle)"로 계산할 수 있다. 오량체나 육량체로 구성된 골드버그 다면체로 간주할 수도 있는데, 이 때 오량체는 각 꼭짓점에 접하는 다섯 단백질 단위체를 의미한다. 따라서 가장 단순한 바이러스의 캡시드는 60개의 단백질 단위체로만 이루어져 있는 것이다.

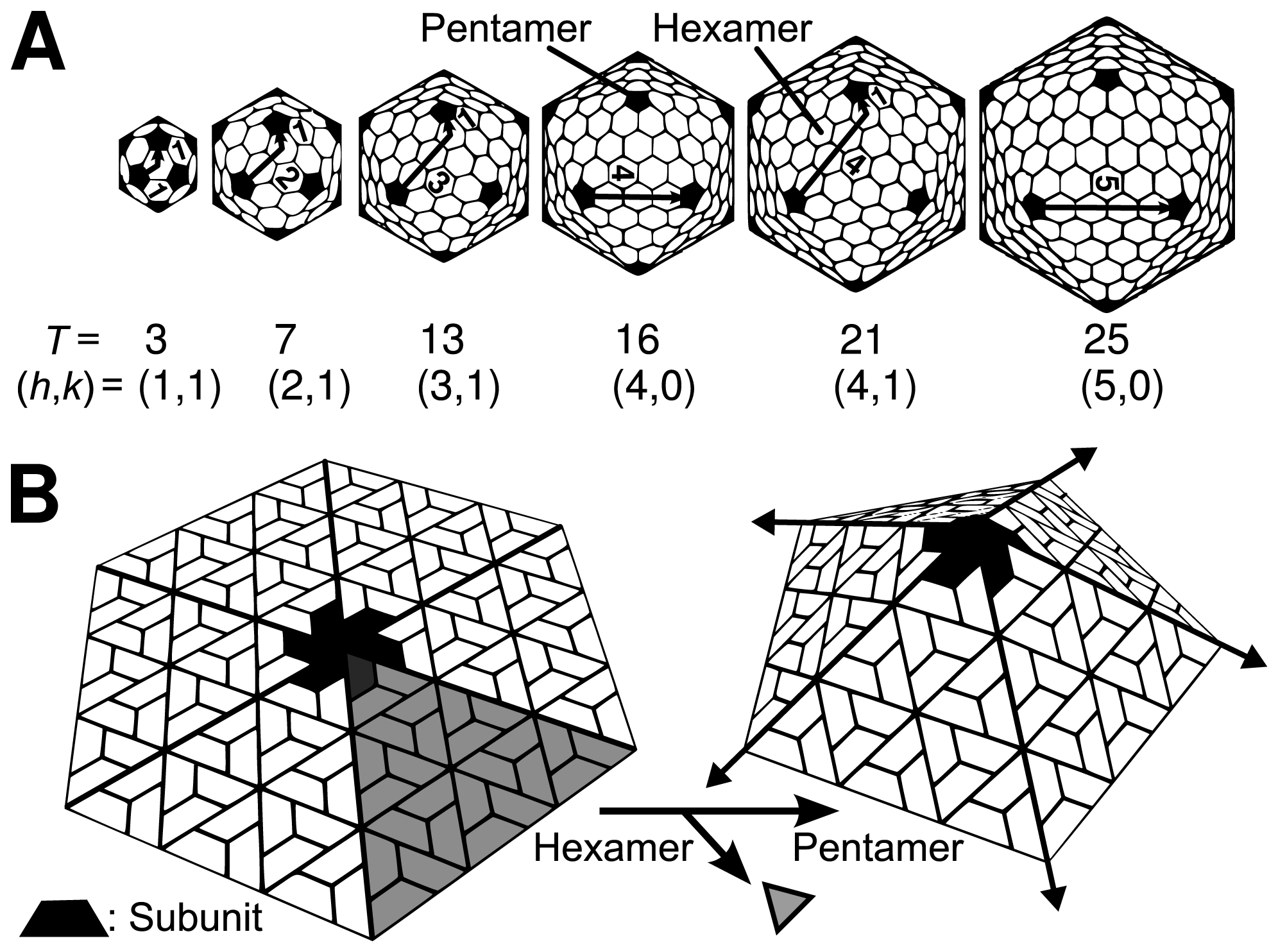
바이러스 캡시드의 T 수

구조는 두 정수 h와 k를 인자로 표현할 수 있는데, 각 수가 의미하는 바는 이렇다. 오량체 하나를 기준으로 육량체를 따라 움직이다가 다음 오량체와 직선으로 이어지는 순간이 생긴다. 이 때 그 육량체를 기준으로 멀리 있는 오량체와의 거리를 h, 가까이 있는 오량체와의 거리를 k라 둔다 (우측 사진 참고). 이 때 삼각화 수(triangulation number) T는 다음과 같이 정의된다.
{\displaystyle T=h^{2}+h\cdot k+k^{2}}
즉 이 경우 캡시드는 12개의 오량체와 10(T − 1)개의 육량체를 보유하고 있는 것이다. 바이러스마다 오량체와 육량체의 모양과 크기는 비슷하므로, 이 T 수로부터 바이러스 캡시드의 크기와 복잡성을 바로 추측할 수 있다.
그러나 이 규칙이 맞지 않는 바이러스들도 존재한다. 대표적으로 폴리오마바이러스와 파필로마바이러스는 모든 오량체 단백질로만 구성된 유사 T=7 캡시드를 가진다. 레오바이러스와 로타바이러스, 박테리오파지 φ6 등 이중가닥 RNA 바이러스 계통의 경우 120개의 단백질 단위체로 구성된 무려 T=2 캡시드를 가진다. 그러나 이를 두고 비대칭적 단위체를 가진 이량체로 구성된 T=1 캡시드라고 하기도 한다. 그러나 대부분의 경우 T=3이나 유사 T=3 캡시드를 가진다.
T수에 따라 정다면체의 이름도 달라진다. 예를 들어 T=1의 경우 정십이면체나 정이십면체를, T=3의 경우 준대칭성에 따라 깎은 정십이면체, 십이이십면체, 깎은 정이십면체를 가진다.

### 장형

박테리오파지의 장형 캡시드

박테리오파지는 일반적으로 길게 늘여진 정이십면체를 머리로 가지며, 원기둥이 이 밑에 붙어 반대쪽 밑면에는 뚜껑이 놓인다. 이 원기둥은 대략 10개의 길게 늘여진 삼각형 면을 가지는데, Q수(또는 Tmid수)가 이 삼각형의 단위체 갯수를 가리킨다. 뚜껑은 T수(또는 Tend수) 로 구분한다.

### 나선형

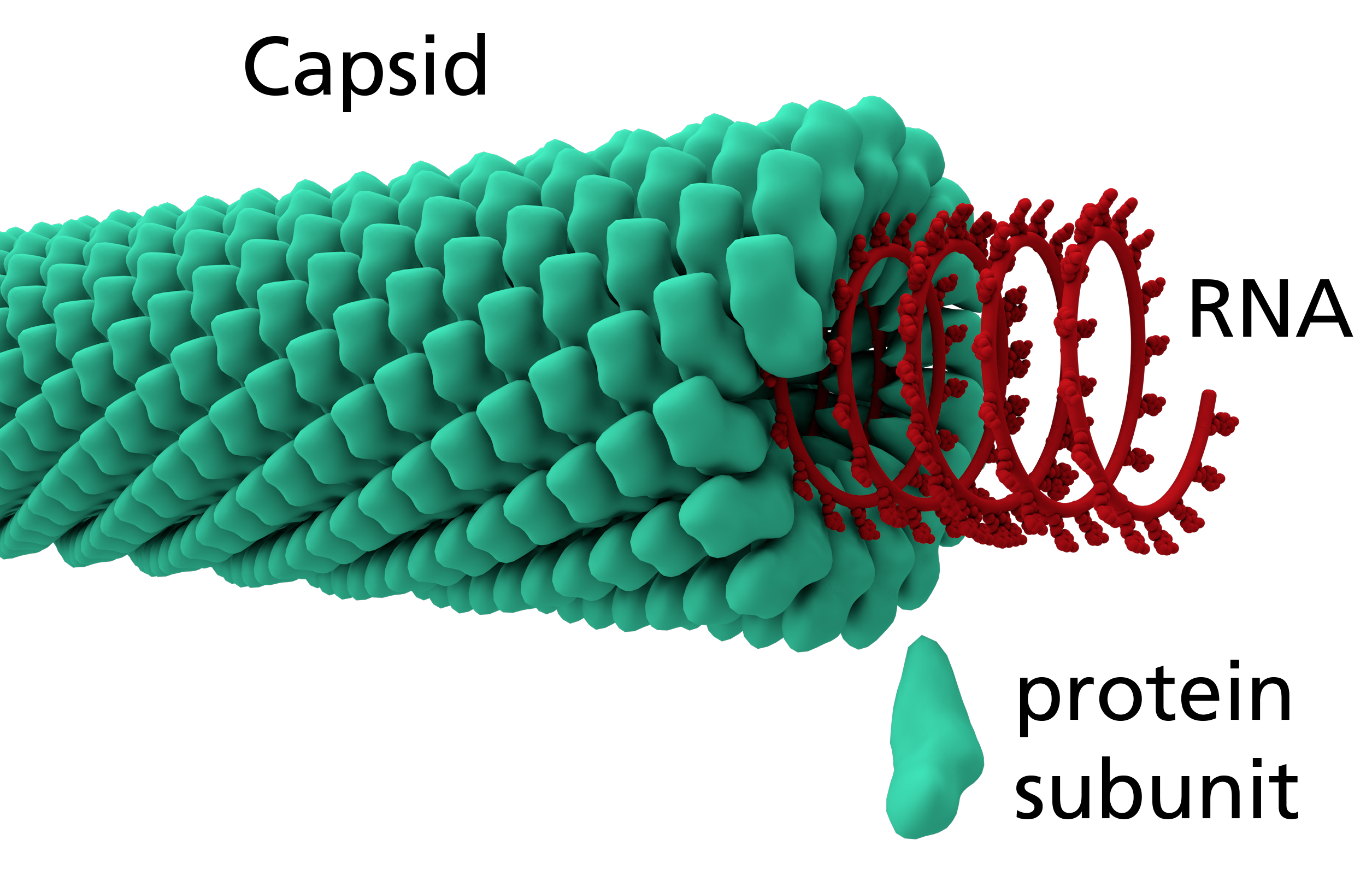
나선형 캡시드

막대모양으로 생긴 식물바이러스들은 나선대칭을 가진다. 나선대칭은 1차원대칭과 2차원대칭의 두 가지로 나뉘어 두 대칭수로 구조를 구분할 수 있다. 나선은 P = μ x ρ로 표현되는데, 이 때 P는 나선의 피치를, μ는 나선이 한 번 돌때 필요한 단위체의 숫자를, ρ는 각 단위의 높이 차이를 의미한다. 열린 구조로, 각 개체마다 캡시드의 길이가 다양하게 나타난다. 단일가닥 양성 RNA 바이러스인 담배모자이크바이러스가 가장 많이 연구되어있다. 이 바이러스의 경우 각 단위체 하나당 세 개의 RNA 염기가 부착되어있다. 인플루엔자바이러스 A형의 경우 리보핵단백질이 나선형 캡시드를 이룬다. 담배모자이크바이러스의 경우 나선이 한 번 도는데 16.33개의 단백질이, 인플루엔자바이러스 A형의 경우 28개의 아미노산이 필요하다.

## 기능
캡시드의 주요 기능은 유전체 보호, 유전체 전달, 숙주세포와 상호작용이다.

## 기원과 발전
여러 종류의 숙주세포 단백질에서 기원한 것으로 여겨지는데, 이들 중 일부는 심지어 원 기능에도 차이가 있던 것으로 보인다.

## 같이 보기
- 바이러스